# Исмагулов, Оразак Исмагулович
Оразак Исмагулович Исмагулов (каз. Оразақ Смағұлұлы, род. 1 октября 1930, Костанайская область) — советский и казахский антрополог, основатель национальной школы, исследователь генетической структуры популяций.
Доктор исторических наук (1984), профессор, академик НАН РК (2003, членкор 1994), член-корреспондент Болонской академии наук, лауреат премии им. Ч. Валиханова (1990), заслуженный деятель науки и техники РК (1998).

## Биография
Родился в Мендыкаринском районе Костанайской области.
Окончил Мендыгаринское педучилище (1950), исторический факультет Казахского государственного университета (1955).
В 1956 году учитель средней школы. В следующем году работал в Институте истории и этнологии АН Казахстана, одновременно в 1956—1957 гг. стажер Алма-Атинского мединститута. В 1958 году работал в НИИ и музее антропологии при биологическом факультете МГУ. В 1958—1961 гг. аспирант Института этнологии и антропологии РАН (науч. рук-ль Г. Ф. Дебец). С 1965 г. старший научный сотрудник, в 1984—1986 гг. заведующий отделом Свода исторических памятников Казахстана и новой истории Казахстана, с 1989 г. заведующий лабораторией этнической антропологии Института истории и этнологии НАН РК.
Ныне руководит лабораторией физической антропологии в Астане.

## Семья
Известно только об одном ребёнке Оразака: его дочь Айнагуль Исмагулова, она также проводит время занятием антропологией. «Мы вместе изучаем, пишем и публикуем тоже вместе». «Я работал 70 лет, она работает 30 лет. Вместе мы сделали труд целого института» — он говорил в своём интервью.

## Научная деятельность
Организовал первую в Казахстане лабораторию этнической антропологии при Институте истории и этнологии им. Ч. Ч. Валиханова КН МОН РК и лабораторию физической антропологии Центрального Государственного музея РК.
Под его научным руководством подготовлены 4 доктора и 3 кандидата наук.
Автор более 300 научных работ, из них 8 индивидуальных и коллективных монографий, среди них: «Население Казахстана от эпохи бронзы до современности (палеоантропологическое исследование)» (1970), «Этническая геногеография Казахстана (серологическое исследование)» (1977), «Этническая антропология Казахстана (соматологическое исследование)» (1982), «Этническая одонтология Казахстана» (1989, в соавторстве), «Абылай хан: тарихи антропологиялық зерттеу» (1999, в соавторстве), «Алтай қазақтары» (2003, в соавторстве), «Этническая антропология казахского народа» (2007, в соавторстве), «Историческая антропология казахского народа», (2008, в соавторстве), «Қазақ халқының антропологиялық тарихы» (2011) и др.

## Награды
Награждён орденом «Курмет» (2012) и медалью «20 лет независимости Республики Казахстан» (2011) и др.
Награждён орденом «Парасат» (2020)
2023 (17 сентября) — звание «Почётный гражданин города Алматы»;